# Soldador de pistola

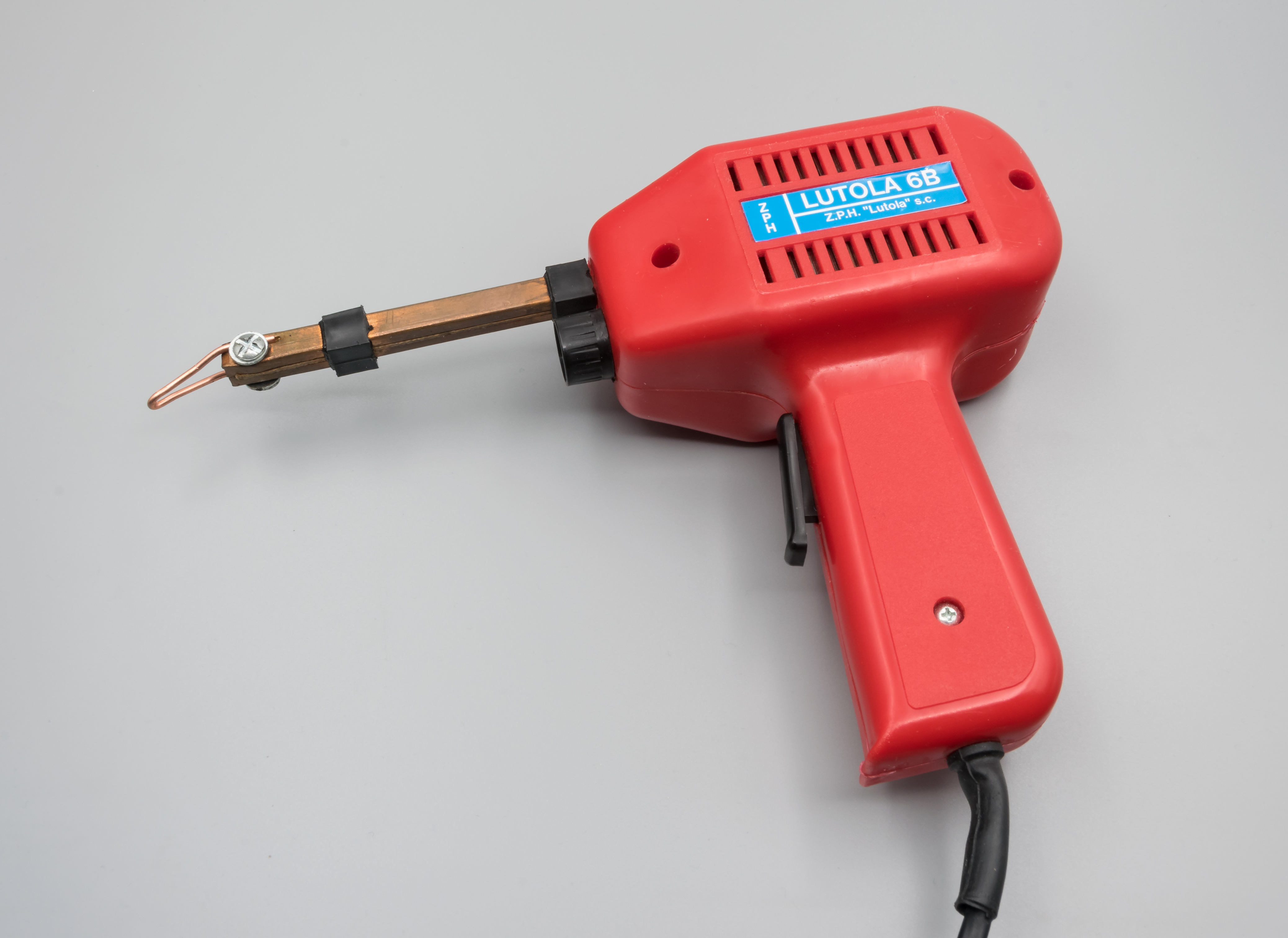
soldador de pistola

Un soldador de pistola es una herramienta eléctrica, de forma parecida a una pistola, para soldar conductores utilizando soldadura blanda a base de estaño para lograr una fuerte unión mecánica con buen contacto eléctrico. La herramienta tiene un interruptor tipo gatillo para que pueda operarse fácilmente con una mano. El soldador de pistola es útil cuando las uniones soldadas deben realizarse de forma intermitente. Un dispositivo de calor constante debe colocarse en un lugar seguro cuando esté encendido pero no en uso, para evitar daños o lesiones. La pistola se enfría lo suficientemente rápido como para poder dejarla en el suelo unos segundos después de su uso.

## Descripción

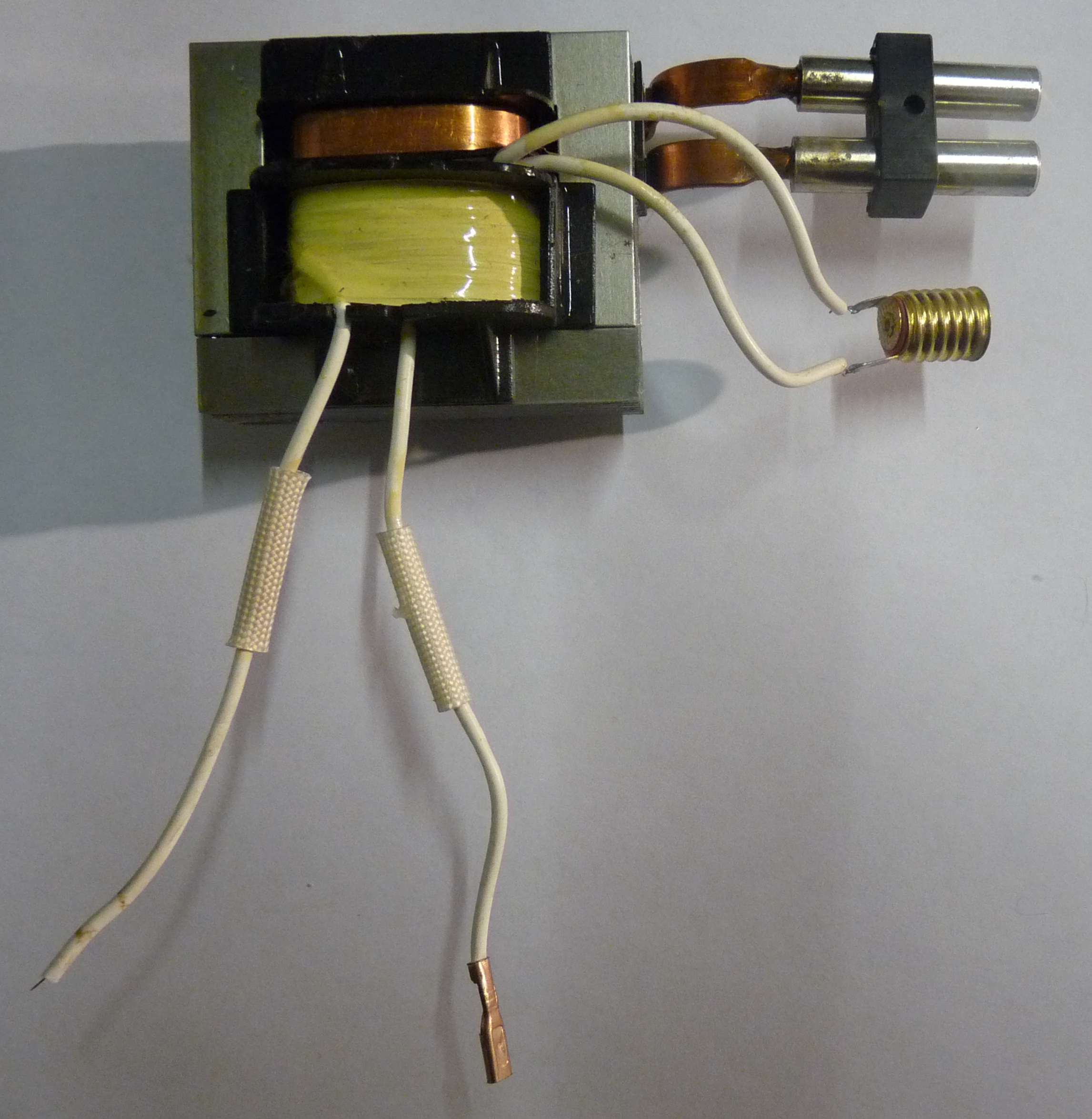
Partes de un soldador de pistola

El cuerpo de la herramienta contiene un transformador con un devanado primario conectado a la red eléctrica cuando se presiona el gatillo, y un devanado secundario de una sola vuelta de cobre grueso con muy baja resistencia. Una punta de soldadura, hecha de un bucle de alambre de cobre más delgado, se asegura al extremo del secundario del transformador mediante tornillos, completando el circuito secundario. Cuando se activa el primario del transformador, varios cientos de amperios de corriente fluyen a través del secundario y calientan muy rápidamente la punta de cobre. Dado que la punta tiene una resistencia mucho mayor que el resto del devanado tubular de cobre, la punta se calienta mucho mientras que el resto del secundario se calienta a un ritmo mucho más lento. A menudo se utiliza un devanado secundario adicional para alimentar una lámpara piloto que ilumina la pieza de trabajo.

## Aplicaciones

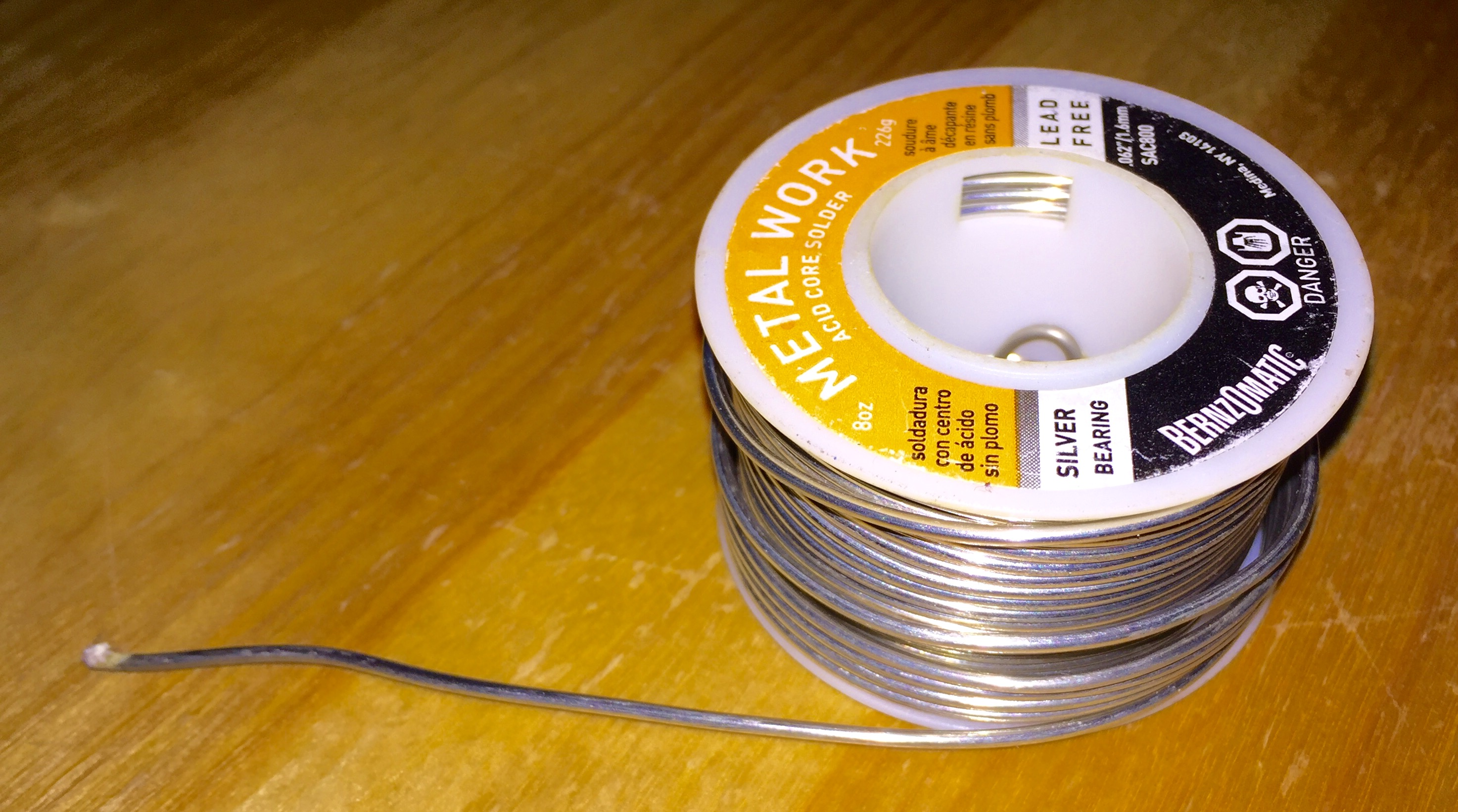
Carrete de soldadura. 1,6 mm.

Los soldadores de pistola se utilizan cuando se necesita una cantidad de calor de forma instantánea que los soldadores de menor potencia no pueden dar. Se sureen utilizar para conexiones eléctricas, montaje de vitrales emplomados y trabajos livianos con chapa metálica. Un soldador de pistola típico tienen una potencia nominal de 100 a 240 vatios, a veces puede incluir un gatillo de dos etapas para proporcionar dos niveles de calor. Hay disponibles puntas diseñadas para cortar y dar forma al plástico; los soldadores de pistola para uso doméstico pueden suministrarse con un kit de diferentes puntas.
La temperatura de la punta de soldadura se regula manualmente manteniendo presionado el botón hasta que la soldadura se derrita y luego soltándolo. Cuando la soldadura está a punto de comenzar a solidificarse, se presiona nuevamente el botón, y así sucesivamente. Un trabajador experimentado desarrolla la habilidad de regular la temperatura según la necesidad. Debido a que la temperatura de la punta no se regula automáticamente, el uso de un soldador de pistola para soldaduras en placas de circuitos impresos puede generar  demasiado calor a la unión, dañando la placa.
La punta de cobre se desgasta con el uso y eventualmente debe reemplazarse. El soldador de pistola genera un pico electromagnético cuando se suelta el botón, lo que puede ser un problema para los dispositivos sensibles a las descargas. El pico se puede ver cuando se suelda un LED de alta eficiencia, ya que el LED parpadea. El fuerte campo magnético producido por la punta puede atraer y retener pequeñas piezas de metal ferroso (tornillos, etc.).

## Historia

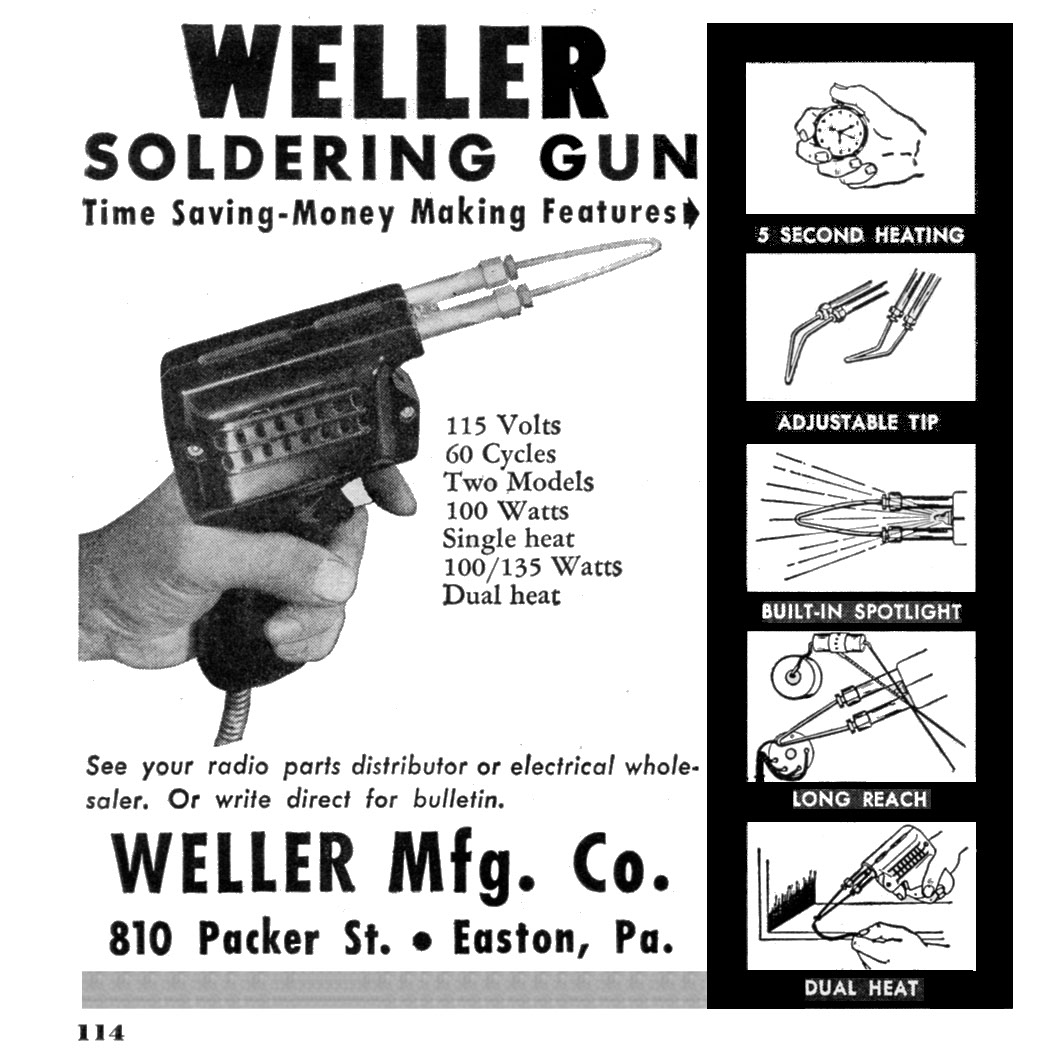
Anuncio de 1948 de un soldador de pistola Weller

Los soldadores de pistola calentados eléctricamente se han utilizado desde la década de 1920. En 1941, Carl E. Weller inventó y luego obtuvo Patente USPTO n.º 2405866  para una herramienta de soldadura basada en transformador que se calentaba y enfriaba rápidamente,  esencialmente como se describe en este artículo. Weller creó una empresa para fabricar y vender su invento comercialmente en 1946. La empresa Weller fue comprada en 1970 y se fusionó con el grupo Cooper Industries,  conservando la marca Weller para los equipos de soldadura.